# Черемошня (Калужская область)
Черемошня — деревня в Износковском районе Калужской области Российской Федерации. Входит в состав сельского поселения «Село Износки». Название происходит от слова «черемуха»

## Физико-географическое положение
Стоит между реками Утятник и Желонья. Ближайшие населенные пункты — деревни Ефаново и Кузнецово, село Износки (районный центр)